# Westward Ho
Westward Ho, também grafado Westward Ho! (Brasil: Da Derrota à Vitória / Portugal: Caça aos Bandidos) é um filme norte-americano de 1935, do gênero faroeste, dirigido por Robert N. Bradbury e estrelado por John Wayne e Sheila Mannors.

## A produção
Planejado para ser distribuído pela Monogram Pictures, o filme acabou sendo o primeiro lançamento de um novo estúdio, Republic Pictures. A Republic resultou da fusão da Monogram com outros quatro pequenos estúdios. Ali, John Wayne permaneceria pelos dezessete anos seguintes.
Dublado por Glenn Strange, Wayne toca violão enquanto interpreta The Girl I Loved Long Ago.

## Sinopse
John Wyatt, agora um homem crescido, sai à procura dos bandidos que, quando criança, mataram seus pais e raptaram seu irmão Jim. Para ajudá-lo, ele forma uma patrulha, os The Singing Riders, que se vestem de preto e montam cavalos brancos. Ao reencontrar Jim, descobre, para sua tristeza, que ele agora faz parte daquela mesma quadrilha de criminosos.

## Elenco
| Ator/Atriz        | Personagem                |
| ----------------- | ------------------------- |
| John Wayne        | John Wyatt                |
| Sheila Mannors    | Mary Gordon               |
| Frank McGlynn Jr. | Jim Wyatt                 |
| James Farley      | Lafe Gordon               |
| Jack Curtis       | Ballard                   |
| Yakima Canutt     | Red                       |
| Hank Bell         | Mark Wyatt                |
| Glenn Strange     | Carter                    |
| Charles Brinley   | Vigilante (não-creditado) |